# Liste des subdivisions administratives de la Mongolie-Intérieure

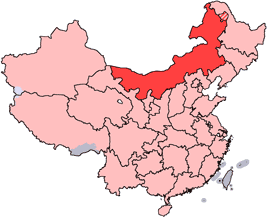
La Mongolie-Intérieure

La structure administrative de la Mongolie-Intérieure, région autonome de la république populaire de Chine, est constituée des trois niveaux suivants :
- 12 subdivisions de niveau préfecture
  - 9 villes-préfectures
  - 3 ligues
- 101 subdivisions de niveau district
  - 11 villes-districts
  - 17 xian
  - 21 districts
  - 49 bannières
  - 3 bannières autonomes
- 1425 subdivisions de niveau canton
  - 532 bourgs
  - 407 cantons
  - 277 sumu
  - 18 cantons ethniques
  - 1 sum ethnique
  - 190 sous-districts

La table ci-dessous donne uniquement la liste des divisions de niveau préfecture et de niveau district.
| Niveau préfecture                             | Niveau district                      | Niveau district         | Niveau district               |
| Niveau préfecture                             | Nom                                  | Chinois (simplifié)     | Pinyin                        |
| --------------------------------------------- | ------------------------------------ | ----------------------- | ----------------------------- |
| Ville de Hohhot 呼和浩特市 Hūhéhàotè Shì      | District de Huimin                   | 回民区                  | Huímín Qū                     |
| Ville de Hohhot 呼和浩特市 Hūhéhàotè Shì      | District de Xincheng                 | 新城区                  | Xīnchéng Qū                   |
| Ville de Hohhot 呼和浩特市 Hūhéhàotè Shì      | District de Yuquan                   | 玉泉区                  | Yùquán Qū                     |
| Ville de Hohhot 呼和浩特市 Hūhéhàotè Shì      | District de Saihan                   | 赛罕区                  | Sàihǎn Qū                     |
| Ville de Hohhot 呼和浩特市 Hūhéhàotè Shì      | Xian de Togtoh                       | 托克托县                | Tuōkètuō Xiàn                 |
| Ville de Hohhot 呼和浩特市 Hūhéhàotè Shì      | Xian de Wuchuan                      | 武川县                  | Wǔchuān Xiàn                  |
| Ville de Hohhot 呼和浩特市 Hūhéhàotè Shì      | Xian de Horinger                     | 和林格尔县              | Hélíngé'ěr Xiàn               |
| Ville de Hohhot 呼和浩特市 Hūhéhàotè Shì      | Xian de Qingshuihe                   | 清水河县                | Qīngshuǐhé Xiàn               |
| Ville de Hohhot 呼和浩特市 Hūhéhàotè Shì      | Bannière gauche de Tumd              | 土默特左旗              | Tǔmòtè Zuǒ Qí                 |
| Ville de Baotou 包头市 Bāotóu Shì             | District de Kundulun                 | 昆都仑区                | Kūndūlún Qū                   |
| Ville de Baotou 包头市 Bāotóu Shì             | District de Donghe                   | 东河区                  | Dōnghé Qū                     |
| Ville de Baotou 包头市 Bāotóu Shì             | District de Qingshan                 | 青山区                  | Qīngshān Qū                   |
| Ville de Baotou 包头市 Bāotóu Shì             | District de Shiguai                  | 石拐区                  | Shíguǎi Qū                    |
| Ville de Baotou 包头市 Bāotóu Shì             | District minier de Baiyun            | 白云矿区                | Báiyún Kuàngqū                |
| Ville de Baotou 包头市 Bāotóu Shì             | District de Jiuyuan                  | 九原区                  | Jiǔyuán Qū                    |
| Ville de Baotou 包头市 Bāotóu Shì             | Xian de Guyang                       | 固阳县                  | Gùyáng Xiàn                   |
| Ville de Baotou 包头市 Bāotóu Shì             | Bannière droite de Tumd              | 土默特右旗              | Tǔmòtè Yòu Qí                 |
| Ville de Baotou 包头市 Bāotóu Shì             | Bannière unie de Darhan Muminggan    | 达尔罕茂明安 联合旗     | Dá'ěrhǎn Màomíng'ān Liánhé Qí |
| Ville de Wuhai 乌海市 Wūhǎi Shì               | District de Haibowan                 | 海勃湾区                | Hǎibówān Qū                   |
| Ville de Wuhai 乌海市 Wūhǎi Shì               | District de Hainan                   | 海南区                  | Hǎinán Qū                     |
| Ville de Wuhai 乌海市 Wūhǎi Shì               | District de Wuda                     | 乌达区                  | Wūdá Qū                       |
| Ville de Chifeng 赤峰市 Chìfēng Shì           | District de Hongshan                 | 红山区                  | Hóngshān Qū                   |
| Ville de Chifeng 赤峰市 Chìfēng Shì           | District de Yuanbaoshan              | 元宝山区                | Yuánbǎoshān Qū                |
| Ville de Chifeng 赤峰市 Chìfēng Shì           | District de Songshan                 | 松山区                  | Sōngshān Qū                   |
| Ville de Chifeng 赤峰市 Chìfēng Shì           | Xian de Ningcheng                    | 宁城县                  | Níngchéng Xiàn                |
| Ville de Chifeng 赤峰市 Chìfēng Shì           | Xian de Linxi                        | 林西县                  | Línxī Xiàn                    |
| Ville de Chifeng 赤峰市 Chìfēng Shì           | Bannière d'Ar Horqin                 | 阿鲁科尔沁旗            | Ālǔkē'ěrqìn Qí                |
| Ville de Chifeng 赤峰市 Chìfēng Shì           | Bannière gauche de Bairin            | 巴林左旗                | Bālín Zuǒ Qí                  |
| Ville de Chifeng 赤峰市 Chìfēng Shì           | Bannière droite de Bairin            | 巴林右旗                | Bālín Yòu Qí                  |
| Ville de Chifeng 赤峰市 Chìfēng Shì           | Bannière de Hexigten                 | 克什克腾旗              | Kèshíkèténg Qí                |
| Ville de Chifeng 赤峰市 Chìfēng Shì           | Bannière d'Ongniud                   | 翁牛特旗                | Wēngniútè Qí                  |
| Ville de Chifeng 赤峰市 Chìfēng Shì           | Bannière de Harqin                   | 喀喇沁旗                | Kālāqìn Qí                    |
| Ville de Chifeng 赤峰市 Chìfēng Shì           | Bannière d'Aohan                     | 敖汉旗                  | Áohàn Qi                      |
| Ville de Tongliao 通辽市 Tōngliáo Shì         | District de Horqin                   | 科尔沁区                | Kē'ěrqìn Qū                   |
| Ville de Tongliao 通辽市 Tōngliáo Shì         | Ville de Huolin Gol                  | 霍林郭勒市              | Huòlínguōlè Shì               |
| Ville de Tongliao 通辽市 Tōngliáo Shì         | Xian de Kailu                        | 开鲁县                  | Kāilǔ Xiàn                    |
| Ville de Tongliao 通辽市 Tōngliáo Shì         | Bannière de Hure                     | 库伦旗                  | Kùlún Qí                      |
| Ville de Tongliao 通辽市 Tōngliáo Shì         | Bannière de Naiman                   | 奈曼旗                  | Nàimàn Qí                     |
| Ville de Tongliao 通辽市 Tōngliáo Shì         | Bannière de Jarud                    | 扎鲁特旗                | Zālǔtè Qí                     |
| Ville de Tongliao 通辽市 Tōngliáo Shì         | Bannière centrale gauche de Horqin   | 科尔沁左翼中旗          | Kē'ěrqìn Zuǒyì Zhōng Qí       |
| Ville de Tongliao 通辽市 Tōngliáo Shì         | Bannière arrière gauche de Horqin    | 科尔沁左翼后旗          | Kē'ěrqìn Zuǒyì Hòu Qí         |
| Ville de Hulunbuir 呼伦贝尔市 Hūlúnbèi'ěr Shì | District de Hailar                   | 海拉尔区                | Hǎilā'ěr Qū                   |
| Ville de Hulunbuir 呼伦贝尔市 Hūlúnbèi'ěr Shì | Ville de Manzhouli                   | 满洲里市                | Mǎnzhōulǐ Shì                 |
| Ville de Hulunbuir 呼伦贝尔市 Hūlúnbèi'ěr Shì | Ville de Zhalantun                   | 扎兰屯市                | Zhālántún Shì                 |
| Ville de Hulunbuir 呼伦贝尔市 Hūlúnbèi'ěr Shì | Ville de Yakeshi                     | 牙克石市                | Yákèshí Shì                   |
| Ville de Hulunbuir 呼伦贝尔市 Hūlúnbèi'ěr Shì | Ville de Genhe                       | 根河市                  | Gēnhé Shì                     |
| Ville de Hulunbuir 呼伦贝尔市 Hūlúnbèi'ěr Shì | Ville d'Ergun                        | 额尔古纳市              | É'ěrgǔnà Shì                  |
| Ville de Hulunbuir 呼伦贝尔市 Hūlúnbèi'ěr Shì | Bannière d'Arun                      | 阿荣旗                  | Āróng Qí                      |
| Ville de Hulunbuir 呼伦贝尔市 Hūlúnbèi'ěr Shì | Bannière droite du Nouveau Barag     | 新巴尔虎右旗            | Xīnbā'ěrhǔ Yòu Qí             |
| Ville de Hulunbuir 呼伦贝尔市 Hūlúnbèi'ěr Shì | Bannière gauche du Nouveau Barag     | 新巴尔虎左旗            | Xīnbā'ěrhǔ Zuǒ Qí             |
| Ville de Hulunbuir 呼伦贝尔市 Hūlúnbèi'ěr Shì | Bannière du Vieux Barag              | 陈巴尔虎旗              | Chénbā'ěrhǔ Qí                |
| Ville de Hulunbuir 呼伦贝尔市 Hūlúnbèi'ěr Shì | Bannière autonome d'Oroqin           | 鄂伦春自治旗            | Èlúnchūn Zìzhìqí              |
| Ville de Hulunbuir 呼伦贝尔市 Hūlúnbèi'ěr Shì | Bannière autonome d'Evenk            | 鄂温克族自治旗          | Èwēnkèzú Zìzhìqí              |
| Ville de Hulunbuir 呼伦贝尔市 Hūlúnbèi'ěr Shì | Bannière autonome daur de Morin Dawa | 莫力达瓦 达斡尔族自治旗 | Mòlìdáwǎ dáwò'ěrzú Zìzhìqí    |
| Ville d'Ordos 鄂尔多斯市 È'ěrduōsī Shì        | District de Dongsheng                | 东胜区                  | Dōngshèng Qū                  |
| Ville d'Ordos 鄂尔多斯市 È'ěrduōsī Shì        | Bannière de Dalad                    | 达拉特旗                | Dálātè Qí                     |
| Ville d'Ordos 鄂尔多斯市 È'ěrduōsī Shì        | Bannière de Jungar                   | 准格尔旗                | Zhǔngé'ěr Qí                  |
| Ville d'Ordos 鄂尔多斯市 È'ěrduōsī Shì        | Bannière avant d'Otog                | 鄂托克前旗              | Ètuōkè Qián Qí                |
| Ville d'Ordos 鄂尔多斯市 È'ěrduōsī Shì        | Bannière d'Otog                      | 鄂托克旗                | Ètuōkè Qí                     |
| Ville d'Ordos 鄂尔多斯市 È'ěrduōsī Shì        | Bannière de Hanggin                  | 杭锦旗                  | Hángjǐn Qí                    |
| Ville d'Ordos 鄂尔多斯市 È'ěrduōsī Shì        | Bannière d'Uxin                      | 乌审旗                  | Wūshěn Qí                     |
| Ville d'Ordos 鄂尔多斯市 È'ěrduōsī Shì        | Bannière d'Ejin Horo                 | 伊金霍洛旗              | Yījīnhuòluò Qí                |
| Ville d'Ulaan Chab 乌兰察布市 Wūlánchábù Shì  | District de Jining                   | 集宁区                  | Jíníng Qū                     |
| Ville d'Ulaan Chab 乌兰察布市 Wūlánchábù Shì  | Ville de Fengzhen                    | 丰镇市                  | Fēngzhèn Shì                  |
| Ville d'Ulaan Chab 乌兰察布市 Wūlánchábù Shì  | Xian de Zhuozi                       | 卓资县                  | Zhuózī Xiàn                   |
| Ville d'Ulaan Chab 乌兰察布市 Wūlánchábù Shì  | Xian de Huade                        | 化德县                  | Huàdé Xiàn                    |
| Ville d'Ulaan Chab 乌兰察布市 Wūlánchábù Shì  | Xian de Shangdu                      | 商都县                  | Shāngdū Xiàn                  |
| Ville d'Ulaan Chab 乌兰察布市 Wūlánchábù Shì  | Xian de Xinghe                       | 兴和县                  | Xīnghé Xiàn                   |
| Ville d'Ulaan Chab 乌兰察布市 Wūlánchábù Shì  | Xian de Liangcheng                   | 凉城县                  | Liángchéng Xiàn               |
| Ville d'Ulaan Chab 乌兰察布市 Wūlánchábù Shì  | Bannière avant droite de Chahar      | 察哈尔右翼前旗          | Cháhā'ěr Yòuyì Qián Qí        |
| Ville d'Ulaan Chab 乌兰察布市 Wūlánchábù Shì  | Bannière centrale droite de Chahar   | 察哈尔右翼中旗          | Cháhā'ěr Yòuyì Zhōng Qí       |
| Ville d'Ulaan Chab 乌兰察布市 Wūlánchábù Shì  | Bannière arrière droite de Chahar    | 察哈尔右翼后旗          | Cháhā'ěr Yòuyì Hòu Qí         |
| Ville d'Ulaan Chab 乌兰察布市 Wūlánchábù Shì  | Bannière de Siziwang                 | 四子王旗                | Sìzǐwáng Qí                   |
| Ville de Baynnur 巴彦淖尔市 Bāyànnào'ěr Shì   | District de Linhe                    | 临河区                  | Línhé Qū                      |
| Ville de Baynnur 巴彦淖尔市 Bāyànnào'ěr Shì   | Xian de Wuyuan                       | 五原县                  | Wǔyuán Xiàn                   |
| Ville de Baynnur 巴彦淖尔市 Bāyànnào'ěr Shì   | Xian de Dengkou                      | 磴口县                  | Dèngkǒu Xiàn                  |
| Ville de Baynnur 巴彦淖尔市 Bāyànnào'ěr Shì   | Bannière avant d'Urad                | 乌拉特前旗              | Wūlātè Qián Qí                |
| Ville de Baynnur 巴彦淖尔市 Bāyànnào'ěr Shì   | Bannière centrale d'Urad             | 乌拉特中旗              | Wūlātè Zhōng Qí               |
| Ville de Baynnur 巴彦淖尔市 Bāyànnào'ěr Shì   | Bannière arrière d'Urad              | 乌拉特后旗              | Wūlātè Hòu Qí                 |
| Ville de Baynnur 巴彦淖尔市 Bāyànnào'ěr Shì   | Bannière arrière de Hanggin          | 杭锦后旗                | Hángjǐn Hòu Qí                |
| Ligue de Xing'an 兴安盟 Xīng'ān Méng          | Ville d'Ulan Hot                     | 乌兰浩特市              | Wūlánhàotè Shì                |
| Ligue de Xing'an 兴安盟 Xīng'ān Méng          | Ville d'Arxan                        | 阿尔山市                | Ā'ěrshān Shì                  |
| Ligue de Xing'an 兴安盟 Xīng'ān Méng          | Xian de Tuquan                       | 突泉县                  | Tūquán Xiàn                   |
| Ligue de Xing'an 兴安盟 Xīng'ān Méng          | Bannière avant droite de Horqin      | 科尔沁右翼前旗          | Kē'ěrqìn Yòuyì Qián Qí        |
| Ligue de Xing'an 兴安盟 Xīng'ān Méng          | Bannière centrale droite de Horqin   | 科尔沁右翼中旗          | Kē'ěrqìn Yòuyì Zhōng Qí       |
| Ligue de Xing'an 兴安盟 Xīng'ān Méng          | Bannière de Jalaid                   | 扎赉特旗                | Zālàitè Qí                    |
| Ligue de Xilin Gol 锡林郭勒盟 Xīlínguōlè Méng | Ville de Xilinhot                    | 锡林浩特市              | Xīlínhàotè Shì                |
| Ligue de Xilin Gol 锡林郭勒盟 Xīlínguōlè Méng | Ville d'Erenhot                      | 二连浩特市              | Èrliánhàotè Shì               |
| Ligue de Xilin Gol 锡林郭勒盟 Xīlínguōlè Méng | Xian de Duolun                       | 多伦县                  | Duōlún Xiàn                   |
| Ligue de Xilin Gol 锡林郭勒盟 Xīlínguōlè Méng | Bannière d'Abag                      | 阿巴嘎旗                | Ābāgā Qí                      |
| Ligue de Xilin Gol 锡林郭勒盟 Xīlínguōlè Méng | Bannière gauche de Sonid             | 苏尼特左旗              | Sūnítè Zuǒ Qí                 |
| Ligue de Xilin Gol 锡林郭勒盟 Xīlínguōlè Méng | Bannière droite de Sonid             | 苏尼特右旗              | Sūnítè Yòu Qí                 |
| Ligue de Xilin Gol 锡林郭勒盟 Xīlínguōlè Méng | Bannière orientale d'Ujimqin         | 东乌珠穆沁旗            | Dōngwūzhūmùqìn Qí             |
| Ligue de Xilin Gol 锡林郭勒盟 Xīlínguōlè Méng | Bannière occidentale d'Ujimqin       | 西乌珠穆沁旗            | Xīwūzhūmùqìn Qí               |
| Ligue de Xilin Gol 锡林郭勒盟 Xīlínguōlè Méng | Bannière de Taibus                   | 太仆寺旗                | Tàipúsì Qí                    |
| Ligue de Xilin Gol 锡林郭勒盟 Xīlínguōlè Méng | Bannière de Xianghuang               | 镶黄旗                  | Xiānghuáng Qí                 |
| Ligue de Xilin Gol 锡林郭勒盟 Xīlínguōlè Méng | Bannière de Zhengxiangbai            | 正镶白旗                | Zhèngxiāngbái Qí              |
| Ligue de Xilin Gol 锡林郭勒盟 Xīlínguōlè Méng | Bannière de Zhenglan                 | 正蓝旗                  | Zhènglán Qí                   |
| Ligue d'Alxa 阿拉善盟 Ālāshàn Méng            | Bannière gauche d'Alxa               | 阿拉善左旗              | Ālāshàn Zuǒ Qí                |
| Ligue d'Alxa 阿拉善盟 Ālāshàn Méng            | Bannière droite d'Alxa               | 阿拉善右旗              | Ālāshàn Yòu Qí                |
| Ligue d'Alxa 阿拉善盟 Ālāshàn Méng            | Bannière d'Ejin                      | 额济纳旗                | Éjìnà Qí                      |